# Eucelatoria nana
Eucelatoria nana är en tvåvingeart som beskrevs av Townsend 1927. Eucelatoria nana ingår i släktet Eucelatoria och familjen parasitflugor. Inga underarter finns listade i Catalogue of Life.